# Adossa infera
Adossa infera är en skalbaggsart som beskrevs av Britton 1995. Adossa infera ingår i släktet Adossa och familjen Melolonthidae. Inga underarter finns listade i Catalogue of Life.